# Université de Turku
Ne doit pas être confondu avec Académie d'Åbo ou Académie royale d'Åbo.
L'université de Turku (en finnois : Turun yliopisto, suédois : Åbo universitet) est une université finlandaise basée à Turku.
Fondée en 1920, avec 20 227 étudiants en 2012, elle est la deuxième université de Finlande par son nombre d’étudiants après l'Université d'Helsinki.
Ses campus principaux sont situés à Turku, Rauma, Pori et Salo.

## Historique

### L'académie royale de Turku
Fondée en 1640, l'Académie royale de Turku est la première université de Turku.
Elle est transférée vers la nouvelle capitale en 1827 à la suite du grand incendie de Turku.
La Maison académique est l'un des bâtiments restants de l'Académie royale sur le campus de l'université actuelle.

### L'université de Turku
L'université actuelle est fondée en 1920, c'est la première université de langue finnoise en Finlande.
Les premiers bâtiments de l’université sont construits près de la place du marché de Turku.
Dans les années 1950, un nouveau campus est construit sur Ryssänmäki appelée de nos jours la colline de l'université.
L'université devient une institution publique en 1974.
En janvier 2010, l'école supérieure de commerce de Turku, business school indépendante fondée en 1950 et la plus grande école de commerce de Finlande, intègre l'université de Turku et devient sa septième faculté. La Turku School of Economics conserve tout de même sa dénomination historique.

## Facultés
| Faculté des sciences humaines                          | Turku Pori  |  | 1920                                                        | 3025  | [ 7 ]  |      |      |        |
| Faculté des sciences de l'éducation                    | Turku Rauma |  | 1945,                                                       | 1425  | [ 10 ] |      |      |        |
| Faculté de médecine                                    | Turku       |  | 1943                                                        | 1081  | [ 11 ] |      |      |        |
| Faculté de mathématiques et de sciences naturelles     | Turku       |  | 1920                                                        | 2452  | [ 12 ] |      |      |        |
| Faculté de droit Bâtiment Calonia                      | Turku Salo  |  | culté des sciences sociales Bâtiments Educarium et Publicum | Turku |        | 1967 | 1245 | [ 13 ] |
| École de commerce de Turku (Turku School of Economics) | Turku       |  | 1950                                                        | 2096  | [ 15 ] |      |      |        |

L'université est membre de l’Université de l'Arctique. UArctic est un réseau international d’universités, d’instituts de recherche et d’organisations ayant pour but de promouvoir, coordonner et soutenir la recherche ainsi que l’éducation en régions arctiques.

## Lieux d'activités
L'université a quatre campus en Finlande, deux en Estonie et de nombreux centres de recherche :

### Campus
- Turku, Quartier I
- Pori
- Rauma
- Salo
- Estonie (Kuressaare,Tartu)

### Centres de recherche
- Kaarina
  - Observatoire de Tuorla
- Lieto
- Pargas
- Tampere
- Helsinki
- Kotka
  - Centre de recherche et d'études maritimes (fi)
- Utsjoki

## Personnalités liées à l'université

### Recteurs
Les recteurs de l'université sont :
| - Artturi H. Virkkunen (1922–1924) - V. A. Koskenniemi (1924–1932) - J. G. Granö (1932–1934) - Einar W. Juva (1934–1945) - Harry Waris (1945–1948) - T. E. Olin (1948–1954) - Osmo Järvi (1954–1960) - Tauno Nurmela (1960–1970) | - Kaarlo Hartiala (1970–1975) - Osmo Ikola (1975–1981) - Arje Scheinin (1981–1987) - Arne Rousi (1987–1993) - Keijo Paunio (1994–1997) - Keijo Virtanen (1997–2012) - Kalervo Väänänen (2012–2019) - Jukka Kola (depuis 2019) |

### Chanceliers
La direction de l'université a aboli le poste de chancelier à partir de 2013 et ses missions sont depuis assumées par le recteur.
Les chanceliers ont été :
| - Johan Richard Danielson-Kalmari (1921–1926) - Emil Setälä (1926–1935) - Gustaf Komppa (1935–1945) - J. G. Granö (1945–1955) - T. E. Olin (1955–1965) - Rolf Nevanlinna (1965–1970) - Tauno Nurmela (1970–1975) | - Kaarlo Hartiala (1975–1984) - Olavi Granö (1984–1994) - Jaakko Nousiainen (1994–1997) - Keijo Paunio (1997–2000) - Leena Kartio (2000–2003) - Eero Vuorio (2003–2009) - Pekka Puska (2010-2013) |